# Jawory (województwo wielkopolskie)
Jawory – wieś w Polsce położona w województwie wielkopolskim, w powiecie gostyńskim, w gminie Borek Wielkopolski. 

## Historia
Wieś ma metrykę średniowieczną i pierwotnie związana była z Wielkopolską. Istnieje co najmniej od początku XV wieku. W dokumencie z 1404 wymieniono odmiejscowe nazwisko utworzone od wsi „Jaworski”, 1424 „Jawore”, 1563 „Jawori”.
W XII wieku tereny dzisiejszych Jaworów były kontrolowane przez ród Świnków obejmując w swoim posiadaniu ówczesny gród oraz osadę.
Początkowo miejscowość była majętnością szlachecką należącą do lokalnej szlachty wielkopolskiej z rodu Jaworskich, którzy od nazwy wsi przyjęli odmiejscowe nazwisko, a później także do Górskich, Starkowieckich. W 1445 wieś leżała w powiecie kościańskim Korony Królestwa Polskiego. W 1510 należała do parafii Jeżewo.
W latach 1386-1405 występuje Piotr Jaworski kramarz i mieszczanin poznański oraz Katarzyna Jaworska kramarka poznańska być może jego żona, ale nie ma pewności, czy osoby te można łączyć z osadą Jawory. W 1404 jako właściciela we wsi odnotowano Michała Jaworskiego. W 1424 Dziersław Wczele zastawnik w Jaworach i Ostrowiecznie toczył proces sądowy z Krystynem Jeżewskim.
W 1424 w podziale terytorialnym Jeżewa określono, że jedna z jego część leży w stronę Jaworów pod Dolskiem. W 1513 w rozgraniczeniu Lipówki i Brześnicy wymieniono drzewo wielkie zwane brzost, nad Obrą, które uważane było za kopiec narożny, który dzielił dziedziny Lipówka, Brześnica, Jeżewo oraz Jawory. W tym roku odnowiono na tym drzewie 4 naciosy w kształcie krzyża.
W 1429 stolnik poznański Wojciech Górski z Góry spowodował w sądzie ziemskim wywołanie dokumentu przeniesienia własności dziedzin Jawory, Stawiszyn oraz Parsk, które nabył od Tomisława z Babina drogą zamiany z dopłatą 300 grzywien szer. groszy. Nikt nie zgłosił roszczeń do tych dziedzin z tytułu prawa bliższości. W 1445 Wojciech sprzedał wieś Jawory za 150 grzywien Wyszocie dziedzicowi w Starkowcu.
W 1472 Wyszota Starkowiecki, ze Starkowca zakupił połowę wsi Jawory od Anny wdowy po Broniszu z Ostrowieczna za 400 grzywien. W 1476 kupił on drugą połowę wsi od Małgorzaty, żony Wacława (oryg. zapis „Wathslaw”) z Bartoszewic Małych, za 200 grzywien. 1474 Jan Sośnicki (ze wsi Sośnie w powiecie pyzdrskim - obecnie Suśnia) kupił od Wyszoty ze Starkowca całą wieś Jawory za 300 grzywien oraz zapisał żonie Katarzynie na połowie tej wsi po 100 grzywien posagu oraz wiana.
W 1479 nastąpiło uwolnienie wsi od sumy głównej 100 grzywien szer. półgroszy oraz 8 grzywien czynszu rocznego na rzecz altarii św. Jana Chrzciciela w kościele parafialnym w Dolsku, a przejmujący czynsz zobowiązał się zapłacić 6 grzywien czynszu, z którym zalegał zmarły dziedzic Jaworów Jan Malechowski z Malechowa koło Dolska, (obecnie Małachowo). W 1537 Bartłomiej Sośnicki prepozyt w Koźminie sprzedał bratu swemu Mikołajowi Sośnickiemu wsie Sośnie w powiecie pyzdrskim oraz Jawory w powiecie kościańskim oraz młyn zwany „Błożek” we wsi Zduny w powiecie kaliskim.
Miejscowość odnotowano również w historycznych rejestrach poborowych. W 1510 dziedzic wsi miał trzy kwarty roli posiadanych niegdyś przez kmieci na 6 i 1/4 łanach osiadłych gospodarowali natomiast jaworscy kmiecie. W tym roku pleban w Jeżewie ze wsi Jawory pobierał od dziedzica oraz chłopów wiardunki dziesiętne oraz meszne. W 1530 we wsi miał miejsce pobór podatków z dwóch łanów, a pozostałe łany były opuszczone. W 1561 pobrano podatki z 3,5 łana. W 1581 miał miejsce pobór podatków z 7 półłanków oraz od jednego zagrodnika.
Później istniał tu folwark pańszczyźniany. W XVIII wieku wieś stała się własnością rodziny Raczyńskich.
Do czasu rozbiorów leżała w Rzeczypospolitej Obojga Narodów. Wskutek II rozbioru Polski w 1793, miejscowość przeszła pod władanie Prus i jak cała Wielkopolska znalazła się w zaborze pruskim. Proces uwłaszczenia chłopów miał miejsce w 1838 roku, co zaowocowało powstaniem 16 gospodarstw chłopskich, natomiast 10 chłopów przeniesiono do Wycisłowa. W latach 1975–1998 miejscowość administracyjnie należała do województwa leszczyńskiego.
W Jaworach można zaobserwować wiele zachowanych głazów narzutowych. Szczególnie godne uwagi są dwa głazy leżące po lewej stronie drogi z Jaworów do leśniczówki (o obwodach 5,25 i 6,87), a także pięć głazów przy drodze do Jeżewa (o obwodach od 8 do 17 metrów).